# Naissance en 1022
Naissance
- 1018
- 1019
- 1020
- 1021
- 1022
- 1023
- 1024
- 1025
- 1026

Cette page dresse une liste de personnalités nées au cours de l'année 1022 :
- Bhima I, roi de la dynastie Solanki (en) (Inde)
- Robert d'Eu, comte d'Eu, seigneur d'Hastings (Angleterre), baron anglo-normand.
- Fujiwara no Nobunaga, noble de cour japonais.
- Harold Godwinson, ou Harold II d'Angleterre, dernier roi anglo-saxon d'Angleterre.
- Manassès III de Rethel, comte de Rethel.

## Crédit d'auteurs
- Cet article est partiellement ou en totalité issu de l'article intitulé « 1022 » (voir la liste des auteurs).